# Cargolet de Sharpe
El cargolet de Sharpe (Cinnycerthia olivascens) és una espècie d'ocell de la família dels troglodítids (Troglodytidae).

## Hàbitat i distribució
Viu al sotabosc de la selva humida i altres formacions boscoses de les muntanyes de Colòmbia, Equador i nord del Perú.